# Fluido de perfuração
Fluidos de perfuração são fluidos utilizados durante a perfuração de poços de petróleo, que possuem algumas funções básicas: manter as pressões de formação sob controle; carrear os cascalhos até a superfície; manter a estabilidade mecânica do poço; resfriar a broca; transmitir força hidráulica até a broca; manter os cascalhos em suspensão quando sem circulação; entre outros. Também são conhecidos como lama de perfuração.

## Tipos de fluido de perfuração
Podem ser base água, óleo ou sintéticos.
Fluidos à base de base água:
- Convencionais: são basicamente constituídos de água (industrial, água do mar e salmoura), bentonita (argila ativada), controladores de pH e adensantes. São fluidos que apresentam baixíssimo preço de produção sendo amplamente utilizados durante as fases iniciais de perfuração (Spud Mud). Dados os componentes utilizados, estes fluidos apresentam baixa toxicidade podendo ser descartados sem problemas em operações offshore (sendo a perfuração, hoje, o maior método produtor no Brasil). Contudo, em operações onshore o descarte fica limitado a várias condições sendo a principal a necessidade de atender as regulações ambientais de descarte de efluentes.
- Poliméricos: constituídos basicamente de água (industrial, água do mar e salmoura), polímeros (viscosificantes, redutores de filtrado, inibidores de argila, encapsuladores) e adensantes.

Fluidos à base de óleo (Oil-Based Mud - OBM): são aqueles cujo fluido base é um produto de petróleo como diesel, querosene ou n-parafinas. Fluidos à base de óleo são utilizados por muitas razões tais como melhor característica de lubricidade, maior inibição de xisto e maior capacidade de limpeza com menor viscosidade. Além disso, também possuem melhor estabilidade a temperaturas elevadas. A escolha pela utilização de fluidos à base de óleo deve levar em consideração aspectos como de estratégia exploratória, financeiros e ambientais. Os fluidos à base de óleo também mascaram os indícios de hidrocarbonetos líquidos durante a perfuração, impossibilitando análise de fluorescência e corte através de solventes orgânicos. Também contaminam com óleo amostras de rocha retiradas do poço e podem implicar seriamente a caracterização nas análises geoquímicas de carbono e ou hidrocarbonetos originais da formação.
Fluidos de base sintética (Synthetic-Based Mud - SBM): trata-se de um fluido cuja base principal é um óleo sintético. É o tipo de fluido mais utilizado em plataformas de perfuração oceânica (offshore), já que possuem propriedades semelhantes à dos fluidos à base de óleo, porém seus vapores apresentam grau de toxicidade inferiores. Esse fato é de grande relevância no caso de manuseio em espaços fechados, como normalmente ocorre em plataformas de perfuração oceânica. Os mesmos problemas de contaminação para análises químicas de rochas ou óleo original da formação ocorre com o uso de fluido de base sintética.

## Impactos ambientais
Muitas das formulações dos fluidos de perfuração possuem constituintes que em maior ou menor grau apresentam características tóxicas, corrosivas, ou ainda agressivas ao meio ambiente. Por outro lado, as formulações comumente levam em sua constituição substâncias capazes de retardar em algum grau a ocorrência de fenômenos indesejáveis, como, p.ex., a formação de hidratos, e nesses casos tais componentes são denominados inibidores de formação de hidratos (sendo divididos em inibidores cinéticos ou termodinâmicos).